# Батогу (Бреїла)
Батогу (рум. Batogu) — село у повіті Бреїла в Румунії. Входить до складу комуни Чирешу.
Село розташоване на відстані 122 км на північний схід від Бухареста, 51 км на південний захід від Бреїли, 132 км на північний захід від Констанци, 66 км на південний захід від Галаца.

## Населення
За даними перепису населення 2002 року у селі проживали 753 особи, усі — румуни. Усі жителі села рідною мовою назвали румунську.